# Martina Bárta
Martina Bárta (Praag, 1 september 1988) is een Tsjechisch zangeres. Ze speelt tevens hoorn.

## Biografie
Bárta startte haar muzikale carrière in 2014 in Berlijn door lid te worden van de jazzband 4 to the Bar. Binnen de groep speelt ze hoorn. Begin 2017 werd ze door de Tsjechische openbare omroep aangeduid om haar vaderland te vertegenwoordigen op het Eurovisiesongfestival 2017 in Oekraïne. Ze raakte er niet voorbij de halve finale.
2007: Kabát · 
2008: Tereza Kerndlová · 
2009: Gipsy.cz · 
2015: Marta Jandová & Václav Noid Bárta · 
2016: Gabriela Gunčíková · 
2017: Martina Bárta · 
2018: Mikolas Josef · 
2019: Lake Malawi · 
2021: Benny Cristo · 
2022: We Are Domi · 
2023: Vesna · 
2024: Aiko · 
2025: Adonxs
- Gemeinsame Normdatei: 1241910456
- MusicBrainz: d9a9b0c6-1838-40a6-84c5-34833e5a40ba
- Nationale Bibliotheek van Tsjechië: xx0229319
- Virtual International Authority File: 9759154387197230970004